# 卡梅罗-伊波利托
卡梅罗-伊波利托（英語：Carmelo Ippolito）是去中心化金融（DeFi）生态系统的战略家和治理架构师，因其在激励结构、债券机制和 DAO 治理方面的贡献而闻名。 他曾与多个 Web3 和区块链原生组织合作，包括 Olympus DAO、StableLab、Gauntlet 和 BlockScience。

## 教育
Ippolito 于 2008 年至 2012 年间获得米兰大学哲学、政治学和经济学（PPE）理学学士学位。他的学术研究重点包括系统理论、政策建模和不确定性下的决策，这为他后来在分散系统和治理架构方面的工作奠定了基础。

## 职业生涯
Ippolito 一直活跃在去中心化金融（DeFi）生态系统中，为协议设计、经济建模和治理架构做出了贡献。 自 2021 年以来，他一直担任奥林巴斯 DAO 的结构分析师，在项目的形成阶段帮助制定核心机制，并被认为是提出 "添加 DAI 债券 "等建议以支持资金多样化的人。 他的工作影响了债券曲线策略和协议自有流动性的发展。
后来，他在 StableLab 工作，领导了 n,n 治理框架的创建，探索了 DAO 的自适应模型，并研究了激励设计中的人工智能整合。 在 Gauntlet，他就风险校准、激励阶段建模和 DAO 对 DAO 合并分析提供建议，并将行为经济学应用于链上治理。
作为BlockScience的合伙人，Ippolito共同领导了DAO经济的模拟和结构设计工作，专注于财务反身性和激励衰减缓解。 在此之前，他曾在 Glassnode、德尔福实验室（Delphi Labs）和 Metagov 担任研究和分析职务，从事流动性建模、veToken 结构和实验性去中心化治理系统方面的工作。 他在这些组织中的贡献形成了去中心化领域中几个被广泛引用的治理模型。